# Trung tâm Loto-Tonga Soka
Trung tâm Loto-Tonga Soka (tiếng Anh: Loto-Tonga Soka Centre) là một cơ sở bóng đá ở Nukuʻalofa, Tonga. Sân được FIFA tài trợ thông qua Chương trình Mục tiêu của tổ chức bóng đá lớn nhất thế giới này và được khánh thành vào năm 2001. Sân đã tổ chức các trận đấu thuộc vòng một của vòng loại giải vô địch bóng đá thế giới 2018 khu vực châu Đại Dương. Văn phòng chính của Hiệp hội bóng đá Tonga cũng nằm trong địa điểm này. Sân có sức chứa 1.500 người và là sân nhà của đội tuyển bóng đá quốc gia Tonga và Veitongo FC.